# Acanthophrynus coronatus
El tendarapo occidental, también conocido como canclo, madre alacrana, madre de alacrán o tendarapo (Acanthophrynus coronatus), asimismo identificado como araña rey, es un arácnido perteneciente a la familia Phrynidae del orden Amblypygi. Mide de 4.5 a 5 cm de longitud, con las patas abiertas alcanza hasta 18 cm. Es color castaño claro, cefalotórax más oscuro y pedipalpos un tanto rojizos. Sin glándulas de veneno. Especie endémica de México, se encuentra en los estados de Sonora, Baja California Sur, Sinaloa, Durango, Nayarit, Jalisco, Colima, Michoacán, Oaxaca, Guerrero y Guanajuato. Habita el bosque tropical caducifolio; altitudinalmente se distribuye a menos de 1,000 m s. n. m.
Esta especie fue descrita por Butler en 1873 bajo el nombre de Phrynus coronatus.

## Nombre común
- Español: tendarapo, araña rey.

## Clasificación y descripción de la especie
Es un amblipígido perteneciente a la familia Phrynidae, del orden Amblypygi. De coloración castaño claro, teniendo el cefalotórax un poco más oscuro y los pedipalpos un poco rojizos. Es de tamaño considerable, el cuerpo (sin contar las patas) llega a medir de 4.5 a 5 cm de longitud, mientras que con las patas abiertas alcanza hasta los 18 cm de longitud. Cuenta con estructuras estridulantes en la parte basal de los quelíceros. Carece de glándulas de veneno, por lo que utiliza los pedipalpos para cazar, aprisionando a sus presas con sus grandes espinas.

## Distribución de la especie
Especie endémica de México, se encuentra en los estados de Sonora, Baja California Sur, Sinaloa, Durango, Nayarit, Jalisco, Colima, Michoacán, Oaxaca, Guerrero y Guanajuato.Veracruz

## Ambiente terrestre
Se le halla en altitudes bajas, menores a los 1000 m s. n. m. [cita], donde el tipo de vegetación dominante es el bosque tropical caducifolio, sus hábitos son nocturnos, por lo que durante el día busca troncos huecos y grandes para refugiarse.

## Estado de conservación
No se cuenta con un conocimiento claro y preciso del tamaño de las poblaciones de esta especie, y no se le considera en algún tipo de riesgo, por lo que no se enlista en ninguna categoría de protección o tratado internacional.